# Деньги Монди
Деньги Монди, Монди сет (англ. Maundy money, Royal Maundy, [ˈmɔːn.di], [ˈmɑːn.di]) — монеты Великобритании, выпускающиеся специально для раздачи монархом на религиозной церемонии в Великий четверг.

## История церемонии
Королевская церемония на Великий четверг, называемый по-английски Maundy Thursday — древняя традиция, происхождение которой связано событиями, описанными в Евангелии от Иоанна (Ин. 13):

Иисус, зная, что Отец все отдал в руки Его, и что Он от Бога исшел и к Богу отходит,
 
встал с вечери, снял с Себя верхнюю одежду и, взяв полотенце, препоясался.

Потом влил воды в умывальницу и начал умывать ноги ученикам и отирать полотенцем, которым был препоясан.

Подходит к Симону Петру, и тот говорит Ему: Господи! Тебе ли умывать мои ноги?

Иисус сказал ему в ответ: что Я делаю, теперь ты не знаешь, а уразумеешь после.

Петр говорит Ему: не умоешь ног моих вовек. Иисус отвечал ему: если не умою тебя, не имеешь части со Мною.

Симон Петр говорит Ему: Господи! не только ноги мои, но и руки и голову.

Иисус говорит ему: омытому нужно только ноги умыть, потому что чист весь; и вы чисты, но не все.

Ибо знал Он предателя Своего, потому и сказал: не все вы чисты.

Когда же умыл им ноги и надел одежду Свою, то, возлегши опять, сказал им: знаете ли, что Я сделал вам?

Вы называете Меня Учителем и Господом, и правильно говорите, ибо Я точно то.

Итак, если Я, Господь и Учитель, умыл ноги вам, то и вы должны умывать ноги друг другу.

Ибо Я дал вам пример, чтобы и вы делали то же, что Я сделал вам.

Церемония мытья ног бедным, сопровождающаяся дарением пищи и одежды, упоминается с IV века. В Англии традиция появилась в VI веке благодаря Святому Августину. Начиная с Эдуарда II церемония выполнялась лично монархом. Генрих IV начал практику связи числа получателей подарков с возрастом суверена.
Сэмюэль Пепис прокомментировал в 1667 году: «но Король (Карл II) не вымывал бедные народные ноги самостоятельно, и Епископ Лондона делал это за него». Яков II, как считают, был последним британским монархом, выполнившим омывание ног бедным лично. Люди, которым будут раздавать королевские подарки, выбираются не случайно, отбор получателей подарков в возрасте суверена проводится по всей стране. Первоначально получатели милостыни были такого же пола, как и монарх, но позже это ограничение отменили. В XVIII веке акт мытья ног бедных был прекращён, подарки в виде пищи и одежды заменены деньгами.
На ежегодной церемонии монарх вручает каждому получателю два маленьких кожаных кошелька. Один из них, красный, содержит монеты обычной чеканки — деньги вместо продовольствия и одежды; другой, белый кошелек, содержит серебряные монеты Монди.
Церемония первоначально происходила в часовне в королевском дворце Уайтхолл, потом — в Вестминстерском аббатстве. В 1955 году церемония была проведена в Саутваркском соборе, и затем проводится поочерёдно в Вестминстерском Аббатстве и в других соборах.

## Монеты
Первоначально для подарков Монди использовались серебряные пенни обычной чеканки. Чеканка специальных монет Монди началась в царствование Карла II в 1662 году, год чеканки на монетах не указывался. Монеты чеканились номиналом в четыре пенса, три пенса, два пенса и один пенни. С 1670 года на монетах Монди указывается год чеканки.
Белый кошелек с серебряными монетами Монди содержит сумму в пенсах, равную возрасту суверена.
Монеты Монди остались почти в такой же форме, как и в 1670 году. Монеты, используемые для церемонии Монди, по традиции чеканились в стерлинговом серебре, за исключением кратковременного снижения пробы при Генрихе VIII и общего снижения пробы серебряных монет до 500-й в 1920 году.
Стерлинговый стандарт серебра (925 проба) был восстановлен в 1947 году после принятия Закона о чеканке 1946 года. В 1971 году, когда произошла децимализация фунта стерлингов, номинальная стоимость монет Монди осталась прежней, один пенни монетами Монди приравнен к «новому пенсу».
Изображение королевы Елизаветы II на обычной монете для обращения несколько раз менялось, но на монетах Монди всё еще помещается тот же самый портрет королевы работы Мэри Джиллик, который впервые появился на монетах 1953 года.